# Джордан Бос
Джордан Бос (англ. Jordan Bos, 29 жовтня 2002, Мельбурн) — австралійський футболіст, захисник клубу «Вестерло» та збірної Австралії.

## Клубна кар'єра
Вихованець клубів «Гопперс Кроссінг» та «Мельбурн Сіті». 27 листопада 2021 року в матчі проти «Аделаїди Юнайтед» він дебютував в А-Лізі у складі останнього. 6 квітня 2022 року в поєдинку проти «Сіднея» Джордан забив свій перший гол за «Мельбурн Сіті». У другому сезоні став основним гравцем і був включений в символічну команду чемпіонату, а також отримав нагороду найкращого молодого гравця турніру. В обох сезонах з командою ставав переможцем регулярного чемпіонату А-Ліги.
16 травня 2023 року Бос перейшов у бельгійський «Вестерло», підписавши контракт на чотири роки. Хоча сума трансферу не розголошувалася, повідомлялося, що угода побила попередні рекорди як «Мельбурн Сіті» (встановленого Аароном Муєм у 2016 році), так і для будь-якого клубу А-ліги, який з 1995 року належав Желько Калацу. Втім рекорд Боса як найдорожчого трансферу в Австралії протримався лише кілька місяців, оскільки вже у червні його колишній одноклубник Марко Тіліо був проданий «Селтіку» з «Сіті» за нову рекордну нерозголошену суму.
29 липня в матчі проти «Ейпена» він дебютував у Жюпіле-лізі. 1 грудня в поєдинку проти «Андерлехта» Джордан забив свій перший гол за «Вестерло».

## Виступи за збірні
У 2022 році у складі олімпійської збірної Австралії Бос взяв участь у молодіжному чемпіонаті Азії в Узбекистані. На турнірі він зіграв у п'яти матчах і посів четверте місце на турнірі.
28 березня 2023 року в товариському матчі проти збірної Еквадору Бос дебютував за збірну Австралії (1:2). 13 січня 2024 року забив свій перший гол за збірну у матчі Кубка Азії проти Індії (2:0).